# La ragazza delle arance
La ragazza delle arance è un romanzo del norvegese Jostein Gaarder, pubblicato in Italia nel 2004.

## Trama
Georg Røed ha quindici anni e scopre che il padre ha passato molto tempo con lui quando era un bambino di cui lui non ricorda nulla; il padre, morto quando lui aveva quattro anni, gli ha lasciato un'insolita eredità: una lettera.
Questa contiene una storia d'amore vissuta in prima persona dal padre quando era ancora una matricola universitaria. Racconta dell'incontro, avvenuto in un tram ad Oslo, con una ragazza che teneva tra le braccia un sacco pieno di arance. I due si guardarono e, quando il tram fece un movimento brusco, lui, temendo che la ragazza perdesse l'equilibrio, corse verso di lei per sorreggerla, causando invece la caduta del sacco pieno di agrumi.
Non è dunque esattamente fiabesco il primo incontro tra i due, ma il padre di Georg, innamoratosi di quello sguardo e pieno di sensi di colpa per averle fatto perdere diversi chilogrammi di agrumi, passò i giorni successivi a chiedersi dove la misteriosa "ragazza delle arance" potesse trovarsi nei vari momenti della giornata. Riuscì quindi ad incontrarla nuovamente, questa volta seduta in un bar.
I due si guardarono intensamente per circa un minuto tenendosi la mano, ma l'atmosfera venne interrotta da un'altra buffa gaffe del giovane studente, dopo la quale la ragazza andò via con le lacrime agli occhi, portando con sé il solito sacco di arance.
Riuscì a vederla ancora e a rimediare ai suoi errori? Perché lei aveva sempre un sacco pieno di agrumi? Perché piangeva?
Sempre più interessato alla storia Georg continua la lettura e scopre aspetti del padre che non conosceva, e soprattutto l'origine di certi suoi comportamenti ed interessi.
Un romanzo che manifesta un forte amore verso una misteriosa ragazza, verso un figlio immaginato grande e verso la vita. Tante infatti, come nello stile di Jostein Gaarder, sono le riflessioni sul senso della nostra esistenza, e proprio alla fine Georg dovrà rispondere a una difficile domanda che segnerà il suo passaggio alla maturità.

## Curiosità
- Dal libro è stato tratto un film "Appelsinpikel", ispirato al romanzo di Jostein Gaarder. Il lungometraggio è stato presentato al "Nordic Film Days" di Lubecca nel novembre 2009.

## Edizioni
- Jostein Gaarder, La ragazza delle arance, collana La Gaja scienza, traduzione di Lucia Barni, Longanesi, 4 novembre 2004,  p. 197, ISBN 978-88-304-2131-8.

- Jostein Gaarder, La ragazza delle arance, collana Teadue, traduzione di Lucia Barni, TEA, 2007,  p. 193, ISBN 978-88-502-1457-0.

- Jostein Gaarder, La ragazza delle arance, collana TEA biblioteca, traduzione di Lucia Barni, TEA, 23 ottobre 2014,  p. 193, ISBN 978-88-502-3782-1.

- Jostein Gaarder, La ragazza delle arance, collana Narrativa best seller, traduzione di Lucia Barni, TEA, 18 marzo 2021,  p. 208, ISBN 978-88-502-5978-6.